# 第6軍団フェッラタ
第6軍団フェッラタ (Legio VI Ferrata) は、ローマ軍団のひとつ。紋章はカエサル創設の印である牡牛、しかし母狼とロームルスとレムスも紋章として使われた。

## 歴史
紀元前52年、ガイウス・ユリウス・カエサルによって創設され、ウェルキンゲトリクスとのアレシアの戦いに参加した。そしてカエサルがルビコン川を渡り、共和政ローマに進軍すると、これに付き従いヒスパニアへ転戦、そして東方に転じ紀元前48年のファルサルスの戦いにも参加している。
カエサルの暗殺後、第6軍団はマルクス・アエミリウス・レピドゥスの指揮下、次いでマルクス・アントニウスの指揮となり、ピリッピの戦いに従軍、その後にユダヤ属州に駐在する。そしてアントニウスのパルティア戦役に従軍、しかし遠征に失敗する。その後もアントニウスの指揮下に留まり、ギリシアに駐在、しかしアントニウスはアクティウムの海戦で敗れた。
アウグストゥスと名乗るオクタウィアヌスの指揮下に入った第6軍団は東方シリアに駐在、第3軍団ガッリカ・第10軍団フレンシス・第12軍団フルミナタとともにパルティアからの防衛を担う。20年にはパルティア遠征に参加、遠征は成功を収め紀元前53年のマルクス・リキニウス・クラッススの敗北により奪われた軍旗を取り戻す事に成功する。そしてユダヤ属州に移動、シリア総督プブリウス・クィンクティリウス・ウァルスのもとで反乱を鎮圧する。また58年にはグナエウス・ドミティウス・コルブロの指揮下に入り、対アルメニア戦役に第3軍団ガッリカ、第10軍団フレンシス、第12軍団フルミナタとともに参加、成功を収める。
再びユダヤ属州に戻った第6軍団はユダヤ戦争に従軍、ローマ皇帝ネロはウェスパシアヌスをユダヤへ赴任されるが、戦争遂行中の69年にネロが自殺、ローマは4人の皇帝自認者を巡る内乱となる。その中で第6軍団はウェスパシアヌスを支持、第6軍団の一部は盟友ガイウス・リキニウス・ムキアヌスのもとでイタリアに進軍した事が分かっている。帰還後、ユーフラテス川流域に駐在した。
トラヤヌスの治世、第6軍団はアルメニアに遠征、属州とする。そしてユーフラテス川流域のメソポタミアに進軍するが、次のハドリアヌスの治世には撤退、ユーフラテス川を国境とした。そして119年にはアラビア属州に移動となり、ここを基盤としてユダヤ属州でのバル・コクバの乱の反乱鎮圧を担う。

### セウェルス朝時代以降
ペルティナクスの暗殺後、ローマは再び内乱となり、第6軍団はセプティミウス・セウェルスを支持、セウェルスは権力闘争に打ち勝ち、ローマ皇帝となったが、その中で第6軍団はペスケンニウス・ニゲルとの戦闘で功績を挙げた。しかしながら、その内容については知られてはいない。アレクサンデル・セウェルスの治世に長らくパレスチナ（ユダヤ属州の一部）に駐留していた第6軍団はフェニキアへと移動させられた。これ以降、記録はまばらとなる。
フィリップス・アラブスの治世には、その時代に発行された貨幣によって第6軍団の存在が確認されるが、時代が下ってサーサーン朝・シャープール1世とのエデッサの戦い（ローマ皇帝ウァレリアヌスが捕虜となった）の記録に第6軍団の記載はなかった。